# Clypeopyrenis
Clypeopyrenis — рід грибів родини Pyrenulaceae. Назва вперше опублікована 1991 року.

## Види
База даних Species Fungorum станом на 12.11.2019 налічує 2 види роду Clypeopyrenis:
- Clypeopyrenis microsperma (Müll.Arg.) Aptroot, 1991
- Clypeopyrenis porinoides Komposch, J.E.Hern. & Rosabal, 2011